# پلنوم هجدهم کمیته مرکزی حزب توده ایران
پِلِنوم هجدهم کمیته مرکزی حزب توده ایران اولین پلنوم (نشست همگانی) رهبری حزب توده ایران بعد از سرکوب و کشتار سنگین رهبری حزب در سال‌های ۱۳۶۱–۶۲ در جمهوری اسلامی بود، پلنوم در (براتیسلاوا) در جمهوری دمکراتیک چکسلواکی برگزار شد. در پلنوم هجدهم حزب در آذر ماه ۱۳۶۲، علی خاوری بعنوان دبیر اول حزب انتخاب شد. وظیفه تاریخی پلنوم هجدهم، بازسازی رهبری حزب توده ایران بود که با موفقیت، ترکیب جدیدی برای رهبری حزب انتخاب شد.
در پلنوم هجدهم، نسل اولیه رهبری حزب توده ایران – دکتر رضا رادمنش، ایرج اسکندری، اردشیر آوانسیان، اکبر شاندرمنی، علی امیرخیزی و داوود نوروزی، در کنار اعضای باقی مانده کمیته مرکزی حزب شرکت کردند. در پلنوم هیئت سیاسی محدود جدیدی معرفی شد. ترکیب اعضای هیئت سیاسی عبارت از: علی خاوری (دبیر اول کمیته مرکزی)، حمید صفری (دبیر دوم کمیته مرکزی)، لاهرودی، نوروزی و فروغیان بود. کمیته مرکزی هم همان‌طور که بود باقی ماند و هیچ‌کس نه حذف شد و نه اضافه و از مشاوران هم کسی به ترکیب اصلی کمیته مرکزی اضافه نشد.
بدین ترتیب رهبری حزب توده ایران بازسازی شد و در کنفرانس ملی حزب توده ایران در سال ۱۳۶۴، دفتر سیاسی جدیدی مرکب از ده نفر از اعضای حزب انتخاب شد.